# Politique au Moyen-Orient
La politique au Moyen-Orient est caractérisée par le fait que la plupart des États de la région s'inscrivent dans des frontières qui ont été définies au XXe siècle dans un contexte colonial. Ces États ont créé des organisations de coopération liées soit à leur peuplement, la Ligue des États arabes, soit à leur religion dominante, l'Organisation de la coopération islamique, soit à leur appartenance à une zone géographique bien délimitée, le Conseil de coopération des États arabes du Golfe.
Le Moyen-Orient occupe une position charnière entre l'Europe, l'Asie et l'Afrique. Le Moyen-Orient n'est pas dominé par une seule grande puissance régionale, ni même régi politiquement par un duopole. Quatre États ont des ambitions de domination régionale, deux sont arabes l'Arabie saoudite et l'Égypte, mais deux sont issus de l'empire perse, l'Iran, ou de l'empire ottoman, la Turquie. Un cinquième État, Israël, de par ses alliances, sa puissance militaire et économique compte aussi parmi les principaux acteurs de la géopolitique régionale. Les conflits qui traversent sans cesse la région et les enjeux stratégiques résultant de ses richesses pétrolières mettent la géopolitique du Moyen-Orient au XXIe siècle au centre de la politique des grandes puissances mondiales.

## Politique par pays
Pour un article plus général, voir Géopolitique du Moyen-Orient au XXIe siècle.

### Arabie saoudite
Loi fondamentale - Politique étrangère - Partis politiques - Assemblée consultative - Roi

### Bahreïn
Constitution - Politique étrangère - Partis politiques - Conseil consultatif - Roi - Premier ministre

### Chypre
Constitution - Politique étrangère - Partis politiques - Parlement - Président

#### Chypre du Nord
Constitution - Partis politiques - Parlement - Président - Premier ministre

### Égypte
Constitution - Politique étrangère - Partis politiques - Parlement - Président - Premier ministre

### Émirats arabes unis
Constitution - Politique étrangère - Parlement - Président - Premier ministre

### Iran
Constitution - Politique étrangère - Partis politiques - Parlement - Président - Premier ministre
L'Iran est une république théocratique islamique. Selon la constitution de 1979, promulguée par l'ayatollah Khomeini, toutes les institutions et les activités de l'Iran sont fondées sur les principes de la loi coranique. 
À la tête du pays se trouve le « Guide Suprême », autorité religieuse dominante, qui est élu ou/et révoqué par l'Assemblée des experts, composée de 86 membres religieux élus. Sous sa responsabilité, le pouvoir exécutif est détenu par le président de la République qui est aussi le chef du gouvernement. Le pouvoir législatif appartient à un parlement de 290 députés élus tous les 4 ans au suffrage universel supervisé par un « Conseil des gardiens de la Constitution ».

### Irak
Constitution - Politique étrangère - Partis politiques - Parlement - Président

### Israël
Lois fondamentales - Politique étrangère - Partis politiques - Parlement - Président - Premier ministre

### Jordanie
Constitution - Politique étrangère - Partis politiques - Assemblée nationale - Roi - Premier ministre

### Koweït
Constitution - Politique étrangère - Émir - Premier ministre

### Liban
Constitution - Politique étrangère - Partis politiques - Parlement - Président - Premier ministre

### Oman
Constitution - Politique étrangère - Conseil consultatif - Sultan - Premier ministre

### Palestine
Constitution - Politique étrangère - Partis politiques - Parlement - Autorité palestinienne - Président - Premier ministre

### Qatar
Constitution - Politique étrangère - Émir - Premier ministre

### Syrie
Constitution - Politique étrangère - Partis politiques - Parlement - Président - Premier ministre

### Turquie
Constitution - Politique étrangère - Partis politiques - Parlement - Président - Premier ministre
La Turquie est une république multipartite à régime présidentiel, le président est chef de l'État et chef du gouvernement. Le pouvoir exécutif est exercé par le gouvernement tandis que le pouvoir législatif est partagé entre le gouvernement et le parlement monocaméral. Le pouvoir judiciaire est indépendant des deux premiers. La constitution actuelle a été adoptée le 7 novembre 1982 après une période militaire.

### Yémen
Constitution - Politique étrangère - Partis politiques - Parlement - Président - Premier ministre

## Coopérations politiques régionales

### Tentatives de rapprochement auXXesiècle
Au cours de la deuxième moitié du XXe siècle, différents pays ou dirigeants ont souhaité un rapprochement pour diverses raisons :
- la Fédération arabe d'Irak et de Jordanie :  royaume d'Irak et  royaume de Jordanie, en 1958
- les États arabes unis :  Égypte,  Syrie et  royaume mutawakkilite du Yémen, entre 1958 et 1961
- la République arabe unie :  Égypte et  Syrie, entre 1958 et 1971
- l'Union des Républiques arabes :  Égypte,  Syrie et  Libye, en 1971

Seuls les Émirats arabes unis ont réussi à former un État fédéral en 1971, constitué de :
- Émirat d'Abou Dabi
- Émirat d’Ajman
- Émirat de Charjah
- Émirat de Dubaï
- Émirat de Fujaïrah
- Émirat d’Oumm al Qaïwaïn
- Émirat de Ras el Khaïmah.

### Ligue arabe

Diagramme des différents partenariats entre les pays de la Ligue arabe.

La Ligue arabe, officiellement la Ligue des États arabes (arabe : جامعة الدول العربية), est une organisation régionale à statut d'observateur auprès de l'Organisation des Nations unies. Elle fut fondée le 22 mars 1945 au Caire, par sept pays et compte aujourd'hui vingt-deux États membres. L'organisation de la Ligue arabe repose sur quatre organismes principaux : le sommet des chefs d'État, le Conseil des ministres, les comités permanents et le Secrétariat général dirigé par Nabil Al-Arabi depuis 2011. De plus, divers organismes ont été créés en application de traités qui complètent le pacte de 1945 et plusieurs agences spécialisées travaillent en étroite collaboration avec elle.

### Conseil de coopération du golfe
Le Conseil de coopération des États arabes du Golfe (arabe : مجلس التعاون لدول الخليج) ou Conseil de coopération du Golfe (CCG) (arabe : مجلس التعاون الخليجي) est une organisation régionale regroupant au départ six pétromonarchies arabes et musulmanes du golfe Persique : l'Arabie saoudite, Oman, le Koweït, Bahreïn, les Émirats arabes unis et le Qatar.
Dans le contexte des révolutions arabes du début 2011, les royaumes du Maroc et de Jordanie ont vu leur adhésion rejetée 

### Organisation de la coopération islamique
L'Organisation de la coopération islamique (arabe : منظمة التعاون الإسلامي, turc : İslam İşbirliği Teşkilatı) est une organisation intergouvernementale créée le 25 septembre 1969 sous le nom d'Organisation de la conférence islamique qui regroupe 57 États membres. Cette organisation dont le siège est situé à Djeddah, en Arabie saoudite, possède une délégation permanente aux Nations unies. L'Organisation de la coopération islamique, qui a changé de nom et d'emblème le 28 juin 2011, est la seule organisation au niveau supra-étatique et international qui soit à caractère religieux. Elle regroupe entre autres, la totalité des pays du Moyen-Orient (à l'exception d'Israël), ainsi que la majorité des États d'Afrique du Nord et d'Asie centrale.

## Synthèse des caractéristiques géopolitiques des États du Moyen-Orient
| Pays                | Année création | Population (milliers) (2017) | Superficie (km2) | Capitale  | Régime politique            | Langue(s) officielle(s) | Religion dominante   |
| ------------------- | -------------- | ---------------------------- | ---------------- | --------- | --------------------------- | ----------------------- | -------------------- |
| Arabie saoudite     | 1932           | 32 938                       | 2 149 690        | Riyad     | Monarchie absolue           | Arabe                   | Islam sunnite        |
| Bahreïn             | 1971           | 1 493                        | 758              | Manama    | Monarchie constitutionnelle | Arabe                   | Islam chiite         |
| Égypte              | 1922           | 97 553                       | 1 002 000        | Le Caire  | République présidentielle   | Arabe                   | Islam sunnite        |
| Émirats arabes unis | 1971           | 9 400                        | 83 600           | Abou Dabi | Monarchie absolue           | Arabe                   | Islam sunnite        |
| Irak                | 1932           | 38 275                       | 435 244          | Bagdad    | République parlementaire    | Arabe, Kurde            | Islam chiite         |
| Iran                |                | 81 163                       | 1 628 750        | Téhéran   | République islamique        | Persan                  | Islam chiite         |
| Israël              | 1948           | 8 322                        | 22 072           | Jérusalem | République parlementaire    | Hébreu                  | Judaïsme             |
| Jordanie            | 1946           | 9 702                        | 89 342           | Amman     | Monarchie constitutionnelle | Arabe                   | Islam sunnite        |
| Koweït              | 1961           | 4 137                        | 17 818           | Koweït    | Monarchie constitutionnelle | Arabe                   | Islam sunnite        |
| Liban               | 1943           | 6 082                        | 10 452           | Beyrouth  | République parlementaire    | Arabe                   | Islam, christianisme |
| Oman                | 1971           | 4 636                        | 309 500          | Mascate   | Monarchie absolue           | Arabe                   | Islam ibadiste       |
| Palestine           | 2012           | 4 921                        | 6 020            | Ramallah  | République présidentielle   | Arabe                   | Islam sunnite        |
| Qatar               | 1971           | 2 639                        | 11 586           | Doha      | Monarchie absolue           | Arabe                   | Islam sunnite        |
| Syrie               | 1946           | 18 270                       | 185 180          | Damas     | (guerre civile)             | Arabe                   | Islam sunnite        |
| Turquie             |                | 80 745                       | 783 562          | Ankara    | République présidentielle   | Turc                    | Islam sunnite        |
| Yémen               | 1990           | 28 250                       | 527 968          | Sanaa     | (guerre civile)             | Arabe                   | Islam sunnite        |

## Géolocalisation des pays du Moyen-Orient et de leurs capitales
Les États du Moyen-Orient sont répartis en trois zones géographiques :
- Les États du Proche-Orient ou levantins bordant la mer Méditerranée : Égypte, Irak, Israël, Jordanie, Liban, Palestine divisées en deux entités (Gaza et Cisjordanie), Syrie et Turquie.
- Les États de la péninsule Arabique entre mer Rouge et golfe Persique: Arabie saoudite, Bahreïn, Émirats arabes unis, Koweït, Oman, Qatar et Yémen.
- L'Iran est au nord du golfe Persique et s'étire entre l'Anatolie, la mer Caspienne et l'océan Indien.

| Voir la carte administrative |

| Voir la carte topographique |

| Voir la carte administrative |

| Voir la carte topographique |

| Chypre Nicosie Israël Jérusalem Tel Aviv-Jaffa Liban Beyrouth |

| Koweït Bahreïn Manama Qatar Doha Abou Dabi Dubaï Émirats arabes unis |